# Liste des musées du Grand Manchester
Cette liste des musées du Grand Manchester, Angleterre contient des musées qui sont définis dans ce contexte comme des institutions (y compris des organismes sans but lucratif, des entités gouvernementales et des entreprises privées) qui recueillent et soignent des objets d'intérêt culturel, artistique, scientifique ou historique. leurs collections ou expositions connexes disponibles pour la consultation publique. Sont également inclus les galeries d'art à but non lucratif et les galeries d'art universitaires. Les musées virtuels ne sont pas inclus.

## Musées
| Nom                                    | Image | Ville/City          | District   | Type              | Résume |
| -------------------------------------- | ----- | ------------------- | ---------- | ----------------- | --- |
| Astley Cheetham Art Gallery            |       | Stalybridge         | Tameside   | Art               | website, collections comprennent des peintures italiennes du XVe siècle et l'art britannique des XIXe et XXe siècles, situées dans le centre-ville de Stalybridge, au-dessus de la Stalybridge Library                                                           |
| Musée de la mine d'Astley Green        |       | Astley              | Wigan      | Mine              | Ancienne mine de charbon avec coiffe , salle des machines et collection de locomotives à charbon |
| Bolton Museum                          |       | Bolton              | Bolton     | Multiple          | Histoire locale, histoire naturelle, archéologie, art, aquarium, Egypte ancienne |
| Bolton Steam Museum                    |       | Bolton              | Bolton     | Technologie       | Machines à vapeur conservées |
| Bramall Hall                           |       | Bramhall            | Stockport  | Maison historique | Manoir Tudor à pans de bois, parc |
| Bury Art Museum                        |       | Bury                | Bury       | Multiple          | Peintures victoriennes, art contemporain, photographie et artisanat, histoire et culture locales |
| Bury Transport Museum                  |       | Bury                | Bury       | Transport         | website, situé dans l'ancien entrepôt de marchandises de l'East Lancashire Railway, développement des transports dans le Nord-Ouest, des wagons et de l'équipement ferroviaires, des véhicules routiers historiques et des bus, des rouleaux à vapeur            |
| Castlefield Gallery                    |       | Manchester          | Manchester | Art               | Galerie d'artistes visuels contemporains |
| Central Art Gallery                    |       | Ashton-under-Lyne   | Tameside   | Art               | website, expositions, peintures, sculptures, installations et textiles, ainsi que galerie Rutherford avec des œuvres de l'artiste local Harry Rutherford |
| Centre for Chinese Contemporary Art    |       | Manchester          | Manchester | Art               | Art contemporain d' artistes chinois du monde entier |
| Clayton Hall Living History Museum     |       | Manchester          | Manchester |                   | Propriété de la famille Byron et de Sir Humphrey Chetham. La salle est située sur un tertre (désigné comme un monument antique) et accessible par un pont de pierre sur le fossé à présent sec.                                                                  |
| Dunham Massey Hall                     |       | Dunham Massey       | Trafford   | Maison historique | Exploité par le National Trust, maison géorgienne, parc à daims, jardins |
| Elizabeth Gaskell's House              |       | Manchester          | Manchester | Maison historique | maison du milieu du XIXe siècle de l'auteur Elizabeth Gaskell et liens avec d'autres auteurs |
| Ellenroad Engine House                 |       | Newhey              | Rochdale   | Technologie       | Moulin à coton de 3000 chevaux en parfait état de marche, avec sa centrale à vapeur d'origine, ses autres moteurs à vapeur |
| Fusilier Museum                        |       | Bury                | Bury       | Militaire         | Histoire et souvenirs des Lancashire Fusiliers et du Royal Regiment of Fusiliers |
| Gallery of Costume                     |       | Fallowfield         | Manchester | Fashion           | Vêtements et accessoires du XVIIe siècle à nos jours, situés à Platt Fields Park et gérée par la Manchester Art Gallery |
| Gallery Oldham                         |       | Oldham              | Oldham     | Multiple          | Collections d’art, d’histoire sociale et d’histoire naturelle aux côtés d’œuvres en tournée, d’œuvres nouvelles et contemporaines, d’art international et d’œuvres produites avec les communautés locales                                                        |
| Greater Manchester Fire Service Museum |       | Rochdale            | Rochdale   | Pompier           | website, appareils d’incendie, équipement, uniformes, maquettes, photographies, médailles et insignes, souvenirs |
| Greater Manchester Police Museum       |       | Manchester          | Manchester | Police            | Commissariat et cellules de police de l'époque victorienne, tribunal d'instance, équipement et uniformes de police historiques, véhicules, contrefaçon et sciences médico-légales                                                                                |
| Haigh Hall                             |       | Wigan               | Wigan      | Maison historique | Maison de campagne du milieu du XIXe siècle ouverte aux visites |
| Hall i' th' Wood                       |       | Bolton              | Bolton     | Maison historique | Manoir à pans de bois du début du XVIe siècle, ouvert sur rendez-vous et les jours de fête |
| Hat Works                              |       | Stockport           | Stockport  | Industrie         | industrie-Chapeau Faire, chapeaux et coiffures |
| Heaton Hall                            |       | Manchester          | Manchester | Maison historique | Maison de campagne du XVIIIe siècle, située à Heaton Park et gérée par la Manchester Art Gallery |
| Heaton Park Tramway                    |       | Manchester          | Manchester | Rail              | Tramways restaurés, situés à Heaton Park |
| HOME                                   |       | Manchester          | Manchester | Art               | Centre international des arts visuels et du cinéma contemporains |
| Horwich Heritage Centre                |       | Horwich             | Bolton     | Local             | website, histoire locale, culture, industrie, transport |
| Imperial War Museum North              |       | Trafford Park       | Trafford   | Militaire         | Conflits des XXe et XXIe siècles impliquant des citoyens britanniques et du Commonwealth |
| John Rylands Library                   |       | Manchester          | Manchester | Bibliothèque      | Expositions d'art, histoire, littérature de ses collections |
| The Lowry                              |       | Salford Quays       | Salford    | Art               | Centre des arts avec des galeries d'exposition consacrées à l'art moderne et contemporain, à la photographie et au design, et aux œuvres de LS Lowry |
| Manchester Art Gallery                 |       | Manchester          | Manchester | Art               | La collection comprend des peintures historiques anglaises, néerlandaises, françaises et italiennes, des œuvres d'art moderne et contemporain, des œuvres relatives à Manchester, des textiles, du travail du métal, des jouets, de l'argenterie et des meubles. |
| Manchester Jewish Museum               |       | Cheetham Hill       | Manchester | Ethnie            | Situé dans une ancienne synagogue espagnole et portugaise de la fin du XIXe siècle, histoire et culture de la communauté juive de Manchester |
| Manchester Museum                      |       | Manchester          | Manchester | Multiple          | Exploité par l'University of Manchester, histoire naturelle incluant les dinosaures et la géologie , l'Égypte ancienne, l'argent, le tir à l'arc , l'archéologie, l'anthropologie, l'histoire et la culture de la ville et le vivarium                           |
| Manchester United Museum               |       | Old Trafford        | Trafford   | Sports            | Histoire et souvenirs de Manchester United, situés au stade Old Trafford |
| Mossley Industrial Heritage Centre     |       | Mossley             | Tameside   | Industrie         | website, industrie cotonnière locale, maisons dans une ancienne filature de coton |
| Museum of Science and Industry         |       | Manchester          | Manchester | Multiple          | Science, technologie, industrie, transports et contributions de la ville |
| Museum of the Manchester Regiment      |       | Ashton-under-Lyne   | Tameside   | Militaire         | website, histoire et artéfacts du Manchester Regiment |
| Museum of Transport                    |       | Cheetham Hill       | Manchester | Transport         | Histoire des bus et des transports en commun |
| Museum of Wigan Life                   |       | Wigan               | Wigan      | Local             | Anciennement la boutique d'histoire et la Public Library de Wigan. Comprend des expositions sur l'histoire locale, la culture, l'archéologie et l'industrie |
| National Football Museum               |       | Manchester          | Manchester | Sports            | Situé dans le bâtiment Urbis building, association football histoire du football et souvenirs |
| Ordsall Hall                           |       | Ordsall             | Salford    | Historic house    | Ancienne demeure seigneuriale datant du XVe siècle, comprend du verre teinté et peint, des expositions sur l’histoire locale |
| Pankhurst Centre                       |       | Chorlton-on-Medlock | Manchester | Maison historique | Maison de la leader des suffragettes Emmeline Pankhurst et de sa famille, histoire du mouvement |
| Park Bridge Heritage Centre            |       | Park Bridge         | Tameside   | Local             | Histoire locale, forges, histoire naturelle |
| People's History Museum                |       | Spinningfields      | Manchester | Histoire          | Histoire des travailleurs au Royaume-Uni et relations de travail |
| Portland Basin Museum                  |       | Ashton-under-Lyne   | Tameside   | Local             | Local Histoire locale, industrie, métiers, rue des années 1920 avec ses magasins, salles d'époque, machines historiques |
| Rochdale Pioneers Museum               |       | Rochdale            | Rochdale   | Histoire          | Magasin historique et histoire de la première coopérative de consommateurs |
| Saddleworth Museum                     |       | Saddleworth         | Oldham     | Local             | Histoire locale, métiers, industrie textile, canaux, chemins de fer, transports, culture, expositions d'art contemporain local et régional |
| Salford Museum and Art Gallery         |       | Salford             | Salford    | Multiple          | Histoire locale, art victorien, réplique de la rue victorienne avec ses boutiques, expositions d'art contemporain et de photographie |
| Smithills Hall                         |       | Bolton              | Bolton     | Maison historique | Maison familiale datant du XIVe siècle, reflétant les périodes médiévale, tudor et victorienne |
| Staircase House                        |       | Stockport           | Stockport  | Maison historique | Maison médiévale du XVe siècle avec des pièces de différents siècles |
| Stockport Art Gallery                  |       | Stockport           | Stockport  | Art               | website |
| Stockport Air Raid Shelters            |       | Stockport           | Stockport  | Militaire         | Près d'un mile d'abris antiaériens souterrains utilisés pendant la Seconde Guerre mondiale |
| Stockport Museum                       |       | Stockport           | Stockport  | Local             | website, histoire locale, archéologie, industrie, transports, culture |
| Touchstones Rochdale                   |       | Rochdale            | Rochdale   | Multiple          | Art, histoire locale, culture |
| Trencherfield Mill Steam Engine        |       | Wigan               | Wigan      | Technologie       | Moteur à vapeur de 2 500 chevaux pour l'usine textile, ouvert le dimanche |
| Whitworth Art Gallery                  |       | Moss Side           | Manchester | Art               | Les collections comprennent l'art moderne, les aquarelles, la sculpture, le papier peint et les textiles, appartenant à l'University of Manchester |
| Wythenshawe Hall                       |       | Northenden          | Manchester | Maison historique | Maison Tudor du XVIe siècle reflétant quatre siècles d'utilisation |

## Musées fermés
- Cube Gallery, Manchester, fermé en 2013
- Setantii Museum, Ashton-under-Lyne, fermé en 2012[1]
- Urbis, ancien lieu d'exposition indépendant, abrite aujourd'hui le National Football Museum
- Vernon Park Museum, Offerton, fermé en 2012[2]
- La Cornerhouse était un centre pour le cinéma et les arts visuels contemporains. Il a fusionné en 2015[3] avec la Library Theatre Company pour devenir HOME (en) et s'installer sur un site spécialement construit.